# كريستيان مورتون
كريستيان مورتون (بالإنجليزية: Christian Morton)‏ هو لاعب كرة قدم أمريكية أمريكي، ولد في 28 أبريل 1981.

## وصلات خارجية
- كريستيان مورتون على موقع مرجع كرة القدم المحترفة.كوم (الإنجليزية)